# 仙茅科
仙茅科也叫小金梅草科，是一个小科，只包括约7属150余种，都是草本植物，和普通杂草相似，叶根生或基生，通常有显著的平行叶脉或具折扇状叶脉；花生在花茎上，花瓣为三的倍数，辐射对称；果实为蒴果或假浆果；具有块茎或球茎。
1981年的克朗奎斯特分类法将其中各属分散划在百合目各科中，1998年根据基因亲缘关系分类的APG 分类法将其单独列为一个科，属于新设立的天门冬目。
属
- 仙茅属 Curculigo
- 秋天星属 Empodium
- 合仙茅属 Hypoxidia F. Friedmann, 1985
- 小金梅草属 Hypoxis
- 小鸢梅草属 Pauridia Harv., 1838
- 樱茅属 Rhodohypoxis
- 午时星花属 Spiloxene